# Fizică experimentală
Fizica experimentală este ramura fizicii care se ocupă cu observarea fenomenelor și experimentelor fizice.